# Diadelia basifuscomaculata
Diadelia basifuscomaculata là một loài bọ cánh cứng trong họ Cerambycidae.